# 诺尼耶尔
诺尼耶尔（法語：Nonières，法語發音：[nɔnjɛʁ]）是法国阿尔代什省的一个旧市镇，属于罗讷河畔图尔农区。2019年1月1日，诺尼耶尔与市镇圣于连拉布鲁斯合并为新市镇贝尔桑特，行政中心位于诺尼耶尔。

## 地理
诺尼耶尔（44°56'0"N, 4°29'13"E）面积9.34 平方千米，位于法国奥弗涅-罗讷-阿尔卑斯大区阿尔代什省，该省份为法国东南部内陆省份，北起顺时针与卢瓦尔省、伊泽尔省、德龙省、沃克吕兹省、加尔省、洛泽尔省和上盧瓦爾省接壤。
与诺尼耶尔接壤的市镇（或旧市镇、城区）包括：圣阿格雷沃、圣谢尔热-苏勒谢拉尔、圣让鲁尔、圣于连拉布鲁斯、圣米歇尔多朗斯、圣普里。
诺尼耶尔的时区为UTC+01:00、UTC+02:00（夏令时）。

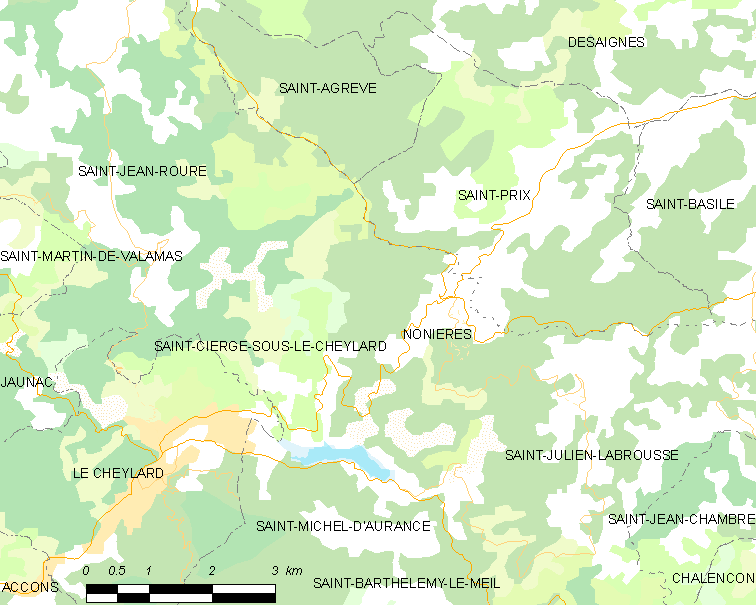
诺尼耶尔的OSM定位图

## 行政
诺尼耶尔的邮政编码为07160，INSEE市镇编码为07165。

## 政治
诺尼耶尔所属的省级选区为上埃里约县。

## 人口

1962-2008年间诺尼耶尔人口变化图示

诺尼耶尔于2018年1月1日时的人口数量为215人。